# Zalmoxissus tristis
Zalmoxissus tristis is een hooiwagen uit de familie Zalmoxioidae.